# Station Helldalsmo
Station Helldalsmo is een spoorwegstation in Helldalsmo in de gemeente Froland in het zuiden van Noorwegen. Het station ligt aan Sørlandsbanen.  Het huidige station werd geopend in 1938. In 1989 werd het personenvervoer gestaakt. Het emplacement wordt nog wel gebruikt als passeerspoor.